# 唐灭张善安之战
唐平张善安之战，唐高祖武德六年（623年），唐朝平洪州总管张善安之乱的战争。
张善安原是隋末农民起义军首领之一。武德五年（622年）二月，他率领虔州（治赣县，今江西省赣州市）、吉州（治石阳，今江西省吉水县东北）等五州降唐。唐朝以张善安为洪州总管。武德六年（623年）三月二十九，张善安起兵反唐，唐朝派舒州总管张镇周等率军征讨。四月，张善安攻陷孙州（治南昌县，今江西省南昌市西南），俘获总管王戎后撤軍。八月，唐朝的淮南道行台仆射辅公祏起兵反唐，与张善安联军，辅公祏以张善安为西南道大行台。十一月，张善安据夏口（今湖北省武汉市黄鹤山上）与唐朝黄州总管周法明对峙。初十，张善安派数人扮成渔人，将在战舰饮酒的周法明刺杀。十二月，唐朝安抚使李大亮在洪州（治今江西省南昌市）率兵攻打张善安，两军隔水而阵。李大亮对张善安告知祸福，以诱降之计将他骗到营中抓获。对张善安部众说，张善安不还营，是害怕将士对降唐有异心。张善安部众以为被张善安出卖，溃散而去。李大亮追击，把他们大部分俘虏。张善安被执送长安，声称没有和辅公祏合谋，于是被唐高祖赦免。辅公祏兵败后，唐朝得到张善安与辅公祏来往书信，于是将其斩首。